# Freya Ridings
Freya Olivia Rose Ridings (n. 19 aprilie 1994, Londra, Anglia, Regatul Unit) este cantautor și multi-instrumentistă englezoaică.
Ridings a devenit larg cunoscută în 2017, după lansarea compoziției sale proprii Lost Without You – Pierdută fără tine, melodie care a intrat în clasamentul primelor zece cele mai bune melodii proprii de pe UK Singles Chart.
După succesul inițial, a urmat debutul său în categoria „extended play” (EP), cu compoziția You Mean the World to Me – Însemni totul pentru mine (2019), urmat de albumul său autointitulat Freya Ridings, a cărui piesă de rezistență era compoziția, devenită single, Castles – Castele, care avea să devină și piesa sa de confirmare internațională.

## Viață timpurie
Freya Olivia Rose Ridings s-a născut în North London și a crescut în Palmers Green. Muziciana este fiica actorului și muzicianului englez Richard Ridings, de la care a învățat chitara urmărindu-l cântând. Freya Ridings a urmat Școala Saint Christopher din Letchworth, urmată apoi de Școala BRIT, unde a intrat la vârsta de 16 ani.

## Carieră

### Înregistrări

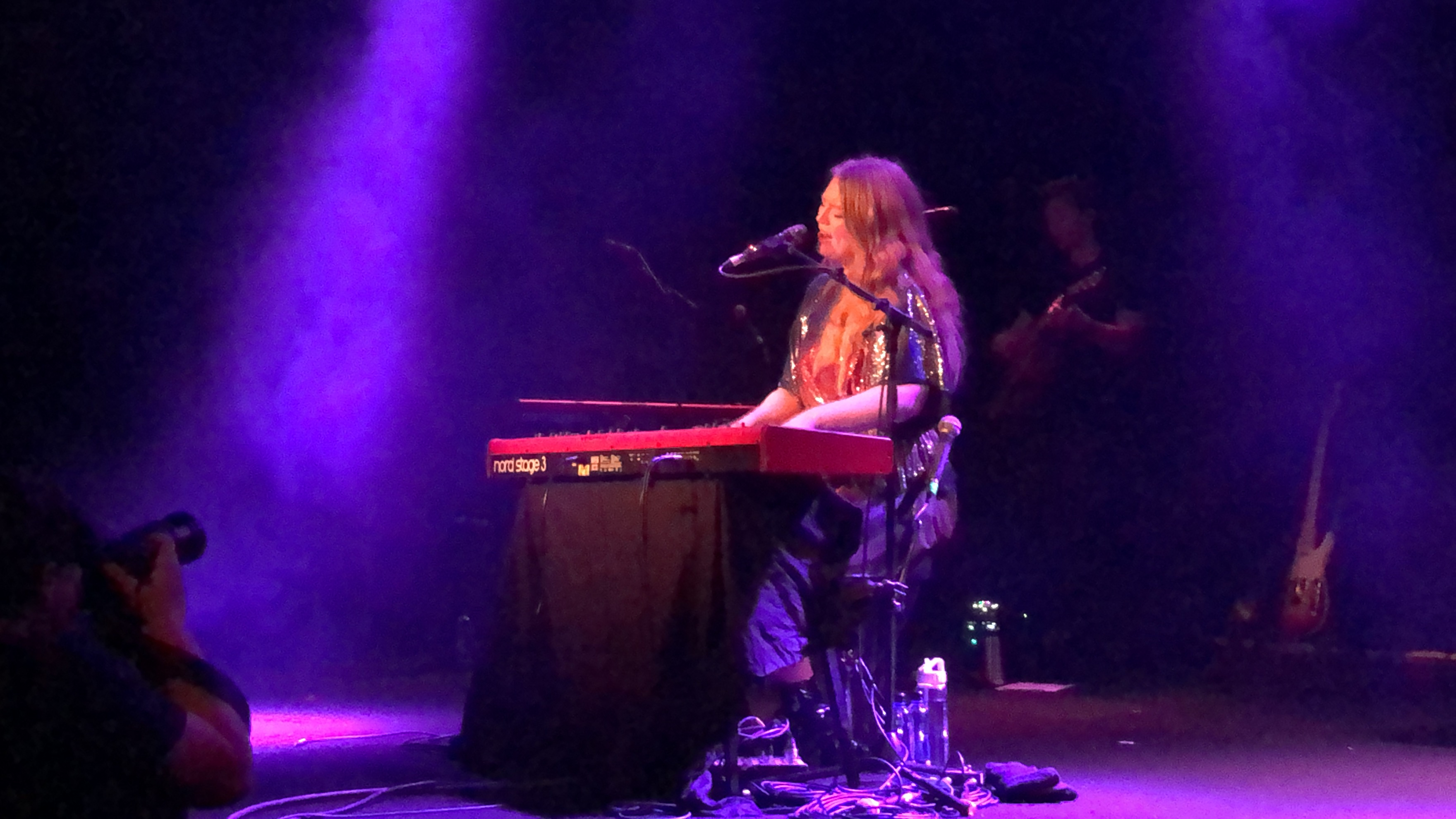
Freya Ridings în timpul spectacolului său din martie 2020, în Sydney, Australia.

Ridings a debutat pe 5 mai 2017 cu un single, Blackout – Pană de curent. După apropape două luni, pe 30 iunie 2017, a lansat un alt single, intitulat Maps – Hărți (o melodie hit, cover, cu titlu omonim, al trupei Yeah Yeah Yeahs). 
Pe 22 septembrie 2017, Freya a lansat albumul său live de debut Live at Saint Pancras Old Church – Concert live la vechea biserică „Sfântului Pancreas”. După lansarea acelui album live, Ridings a pornit în primul ei turneu complet în Marea Britanie.
Cea mai mare parte a anului 2017, Ridinga a fost artist muzical asociat trupei Tears for Fears și a muzicienilor  Tash Sultana și Lewis Capaldi.
Compoziția care a propulsat-o ca un adevărat star și apoi ca super-star, Lost Without You – Pierdută fără tine, a fost lansată pe 3 noiembrie 2017. Melodia de tip baladă a intrat în clasamentul primelor zece cele mai bune melodii proprii de pe UK Singles Chart, „fixându-se” apoi pe un foarte bun loc nouă, după ce fusese un fel de leitmotiv al spectacolului de televiziune de tip reality show intitulat Love Island din iulie 2018. Aceeași melodie, devenită hit a fost aleasă de omul de radio Scott Mills ca Melodie a săptămânii (Tune of the Week) și prezentată zilnic, în decursul lunii august 2018, în emisiunea sa de radio Radio 1 show.
Cel de-al doilea album live al Freyei, Live at Omeara – În direct (Live) la Omeara, a fost lansat pe 30 martie 2018, după care, pe 15 iunie, același an, a fost lansat single-ul Ultraviolet.
În 2019, Ridings a lansat single-ul You Mean the World to Me — Însemni totul pentru mine, care a fost produs (și apoi, re-produs) de producătorul muzical Greg Kurstin, single care a fost urmat de un EP, cu același nume. În aceeași perioadă de timp, Freya a anunțat lansarea albumului său auto-intitulat, Freya Ridings, a cărui lansare, deși fusese inițial anunțată pentru 31 mai 2019, a trebuit a fi amânată (din varii motive) pentru data de 19 iulie 2019.

## Discografie

### Albume de studio
| Titlu         | Detalii | Poziții maxime | Poziții maxime | Poziții maxime | Poziții maxime | Poziții maxime | Poziții maxime | Certificări |
| Titlu         | Detalii | UK             | AUT            | GER            | IRE            | SCO            | SWI            | Certificări |
| ------------- | --- | -------------- | -------------- | -------------- | -------------- | -------------- | -------------- | ----------- |
| Freya Ridings | - Lansat – 19 iulie 2019 - Casă de discuri – Good Soldier Songs - Formate – CD, LP, digital download, streaming   | 3              | 49             | 27             | 18             | 3              | 19             | - BPI: Gold |
| Blood Orange  | - Lansat – 28 aprilie 2023 - Casă de discuri – Good Soldier, AWAL - Formate – CD, LP, digital download, streaming | 7              | 71             | 18             | 82             | 9              | 28             |             |

## Viață personală
Este un fapt cunoscut despre Freya Ridings că suferea (și posibil încă suferă) de dislexie.
În noiembrie 2022, muziciana s-a căsătorit cu un alt muzician, cu cântărețul de muzică folk Ewan J. Phillips, după ce se logodiseră cu circa două luni și jumătate anterior datei căsătoriei.